# Synema subabnorme
Synema subabnorme är en spindelart som beskrevs av Lodovico di Caporiacco 1947. Synema subabnorme ingår i släktet Synema och familjen krabbspindlar.
Artens utbredningsområde är Uganda. Inga underarter finns listade i Catalogue of Life.